# Sherine Hussein
Sherine Shaaban Ahmed Hussein (* 1. Januar 2000) ist eine ägyptische Leichtathletin, die sich auf den Speerwurf spezialisiert hat.

## Sportliche Laufbahn
Erste internationale Erfahrungen sammelte Sherine Hussein bei den Arabischen U20-Meisterschaften 2018 in Amman, bei denen sie mit einer Weite von 48,54 m die Goldmedaille gewann. Im Jahr darauf gewann sie bei den Arabischen Meisterschaften in Kairo mit 47,13 m die Silbermedaille hinter ihrer Landsfrau Salma Shamseldin. Bei den Juniorenafrikameisterschaften in Abidjan gelangte sie mit 45,58 m auf Rang vier und bei den Afrikaspielen in Rabat wurde sie mit 47,33 m Achte. 2025 siegte sie mit 51,70 m bei den Arabischen Meisterschaften in Oran.
In den Jahren 2019, 2024 und 2025 wurde Hussein ägyptische Meisterin im Speerwurf.